# Pithecheirops otion
Pithecheirops otion är en gnagare i familjen råttdjur och den enda arten i sitt släkte.

## Beskrivning
Djuret är bara känt från en enda individ som hittades 1991 på norra Borneo (Sabah). Arten är troligen nära släkt med de apfotade råttorna (Pithecheir) men skiljer sig från dessa i detaljer av skallens konstruktion. Den upphittade individen var 11,3 cm lång (huvud och bål) och hade en 11,7 cm lång svans. Pälsen på ryggen är rödaktig och sidorna är något ljusare. Buken samt fötterna är vitaktiga och svansen är brun. Svansen har bara hår vid roten och därför antas att den kan användas som gripverktyg.
Pithecheirops otion hittades i regnskogen cirka 150 meter över havet. På grund av kroppsbyggnaden antas att den huvudsakligen vistas i växtligheten.
IUCN listar arten med kunskapsbrist (DD).